# Капець Микола Іванович
Мико́ла Іва́нович Ка́пець (невідомо , Міжріччя, Долинський повіт, Королівство Галичини та Володимирії, Австро-Угорщина  — невідомо ) — український державний діяч. Депутат Верховної Ради УРСР 1-го скликання (з 1940).

## Біографія
Народився в бідній селянській родині в селі Чолхани, нині Міжріччя, Івано-Франківська область, Україна. Батько служив у Австро-Угорській армії, загинув у 1917 році на італійському фронті. За часів Польської Республіки працював у власному сільському господарстві в селі Чолхани (Чолгани). Мав лише один морг поля, тому часто наймитував, підробляв теслярем, шевцем і слюсарем.
З вересня 1939 року, після приєднання Західної України до СРСР — заступник голови селянського комітету села Чолхани. У жовтні 1939 року обирався депутатом Народних Зборів Західної України.
Потім — голова кооперативу села Чолгани в Болехівському районі Станіславській області.
1940 року обраний депутатом Верховної Ради УРСР 1-го скликання по Долинському виборчому округу № 359 Станіславської області.
Подальша доля не відома.